# Distretto del Gros-de-Vaud
Il distretto del Gros-de-Vaud è un distretto del Canton Vaud, in Svizzera. Il capoluogo è Echallens.
È stato creato nel 2008 dai comuni dei precedenti distretti di Echallens e di alcuni comuni dei distretti di Cossonay, Moudon, Yverdon e Oron.

## Comuni
| Comune                 |
| ---------------------- |
| Assens                 |
| Bercher                |
| Bettens                |
| Bottens                |
| Boulens                |
| Bournens               |
| Boussens               |
| Bretigny-sur-Morrens   |
| Cugy                   |
| Daillens               |
| Echallens              |
| Essertines-sur-Yverdon |
| Etagnières             |
| Fey                    |
| Froideville            |
| Goumoëns               |
| Jorat-Menthue          |
| Lussery-Villars        |
| Mex                    |
| Montanaire             |
| Montilliez             |
| Morrens                |
| Ogens                  |
| Oppens                 |
| Oulens-sous-Echallens  |
| Pailly                 |
| Penthalaz              |
| Penthaz                |
| Penthéréaz             |
| Poliez-Pittet          |
| Rueyres                |
| Saint-Barthélemy       |
| Sullens                |
| Villars-le-Terroir     |
| Vuarrens               |
| Vufflens-la-Ville      |
| Totale: 36             |

## Fusioni
- 2009: Assens, Malapalud → Assens
- 2011: Dommartin, Naz, Poliez-le-Grand, Sugnens → Montilliez
- 2011: Eclagnens, Goumoens-la-Ville, Goumoens-le-Jux → Goumoëns
- 2011: Montaubion-Chardonney, Peney-le-Jorat, Sottens, Villars-Mendraz, Villars-Tiercelin → Jorat-Menthue
- 2013: Chanéaz (distretto del Jura-Nord vaudois), Chapelle-sur-Moudon, Correvon, Denezy, Martherenges, Neyruz-sur-Moudon, Peyres-Possens, Saint-Cierges, Thierrens → Montanaire
- 2021: Assens, Bioley-Orjulaz → Assens